# Baleloch House

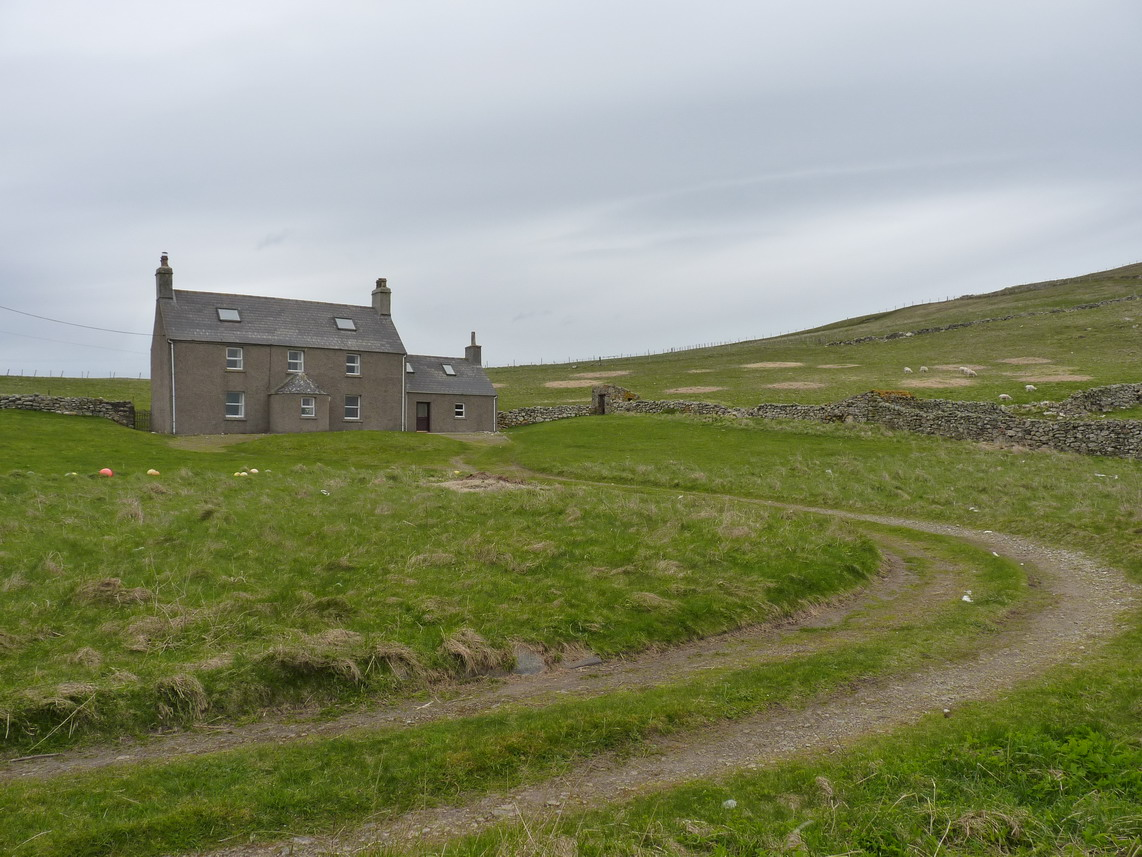
Baleloch House

Baleloch House ist ein ehemaliges Pfarrhaus auf der schottischen Hebrideninsel North Uist. 1971 wurde das Gebäude in die schottischen Denkmallisten in der Kategorie B aufgenommen.

## Geschichte
Baleloch House wurde zwischen 1816 und 1817 als Pfarrhaus des örtlichen Geistlichen Finlay Macrae errichtet. Für den Entwurf zeichnet der schottische Steinmetz John Arbuckle aus South Queensferry verantwortlich. Baleloch House wurde bis in die 1930er Jahre als Pfarrhaus genutzt.

## Beschreibung
Baleloch House steht nahe am Nordufer des Loch Hosta in der kleinen Streusiedlung Balmartin. Die südostexponierte Hauptfassade des zweigeschossigen Gebäudes ist drei Achsen weit. Mittig tritt ein flacher, gerundeter Vorbau aus der Fassade heraus, in dessen Innenwinkel sich die Eingangstüre befindet. Er schließt mit einem schiefergedeckten Halbkegeldach. Entlang der Harl-verputzten Fassaden sind Sprossenfenster eingelassen. Das abschließende Satteldach mit seinen giebelständigen Kaminen ist mit asbesthaltigem Kunstschiefer in einem Diamantmuster eingedeckt. An der Ostseite setzt sich ein zwei Achsen weiter Flügel fort.
Pfarrstellen auf den Äußeren Hebriden beinhalteten traditionell auch eine landwirtschaftliche Komponente. Viele Geistliche betätigten sich in der Weiterentwicklung der Landwirtschaft. Aus diesem Grund befindet sich südöstlich von Baleloch House ein Garten. Seine Umfriedungsmauer ist aus Feldstein aufgemauert.